# Lübecker Märtyrer
Als Lübecker Märtyrer werden die drei katholischen Priester Johannes Prassek, Eduard Müller und Hermann Lange sowie der evangelische Pastor Karl Friedrich Stellbrink bezeichnet. Sie wurden am 10. November 1943 kurz hintereinander in der Untersuchungshaftanstalt Hamburg am Holstenglacis durch Enthauptung mit der Guillotine hingerichtet. Grund waren ihre öffentlichen, kritischen Bemerkungen zu den Unrechtstaten der Nationalsozialisten, die sie als Geistliche geäußert hatten. Die drei katholischen Geistlichen wurden am 25. Juni 2011 seliggesprochen. An Stellbrink wird seit 1969 im Evangelischen Namenkalender erinnert.

## Widerstand

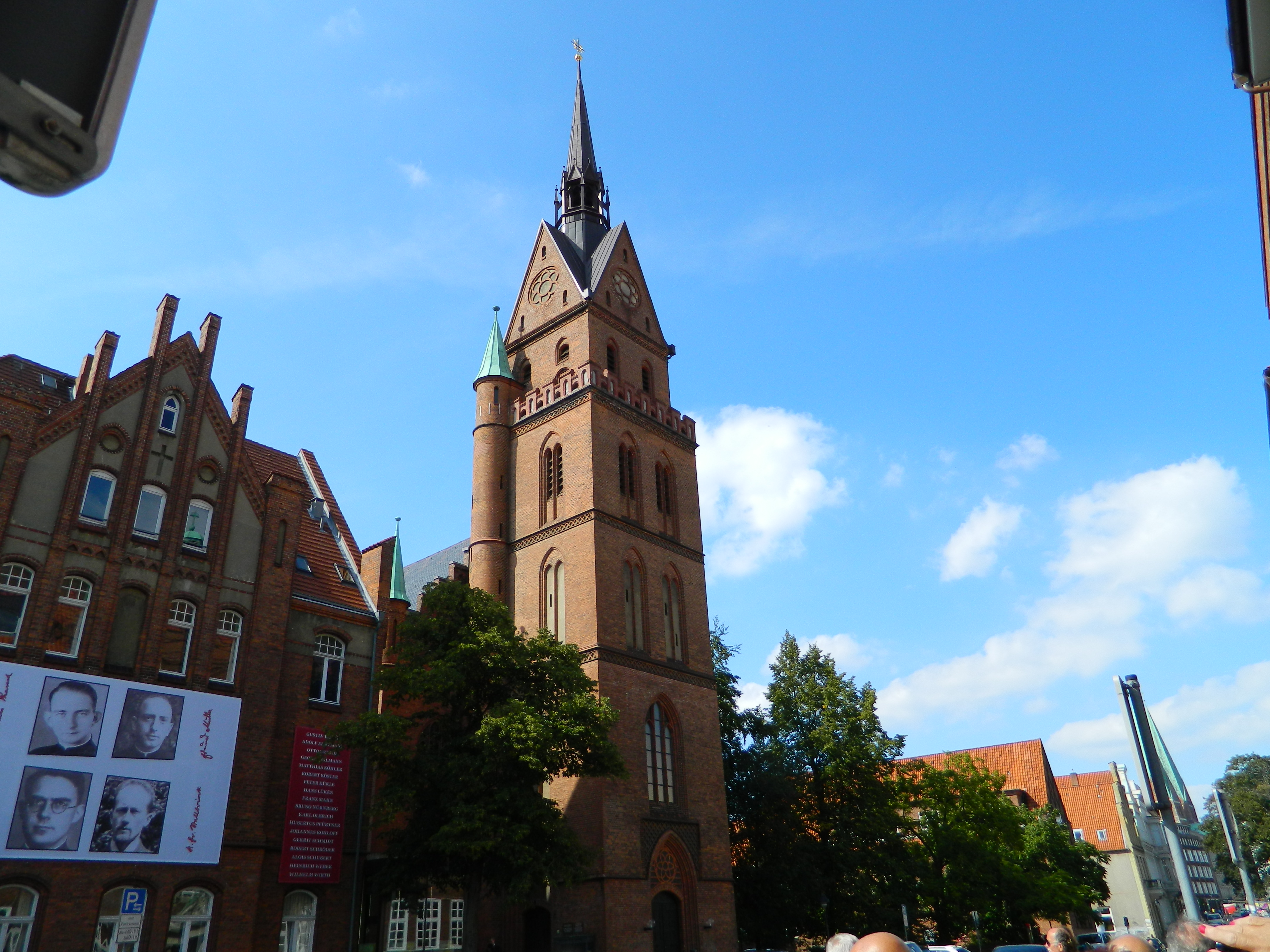
Katholische Propsteikirche Herz Jesu in der Lübecker Innenstadt, die im nördlichen Anbau und in der Krypta eine Gedenkausstellung beherbergt

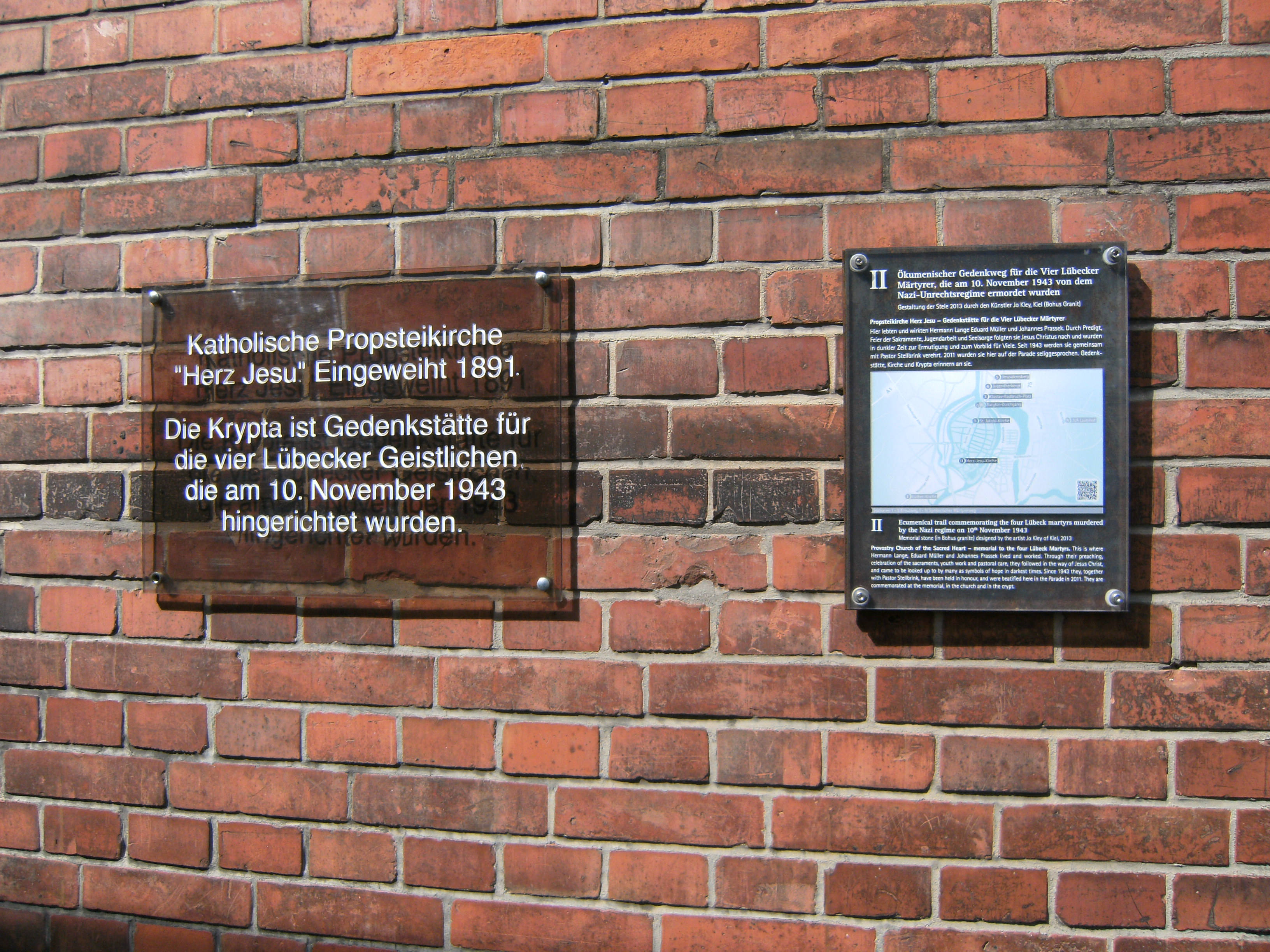
Eine Tafel an der Katholischen Propsteikirche Herz Jesu in Lübeck, Parade, erinnert an das Schicksal der Lübecker Märtyrer.

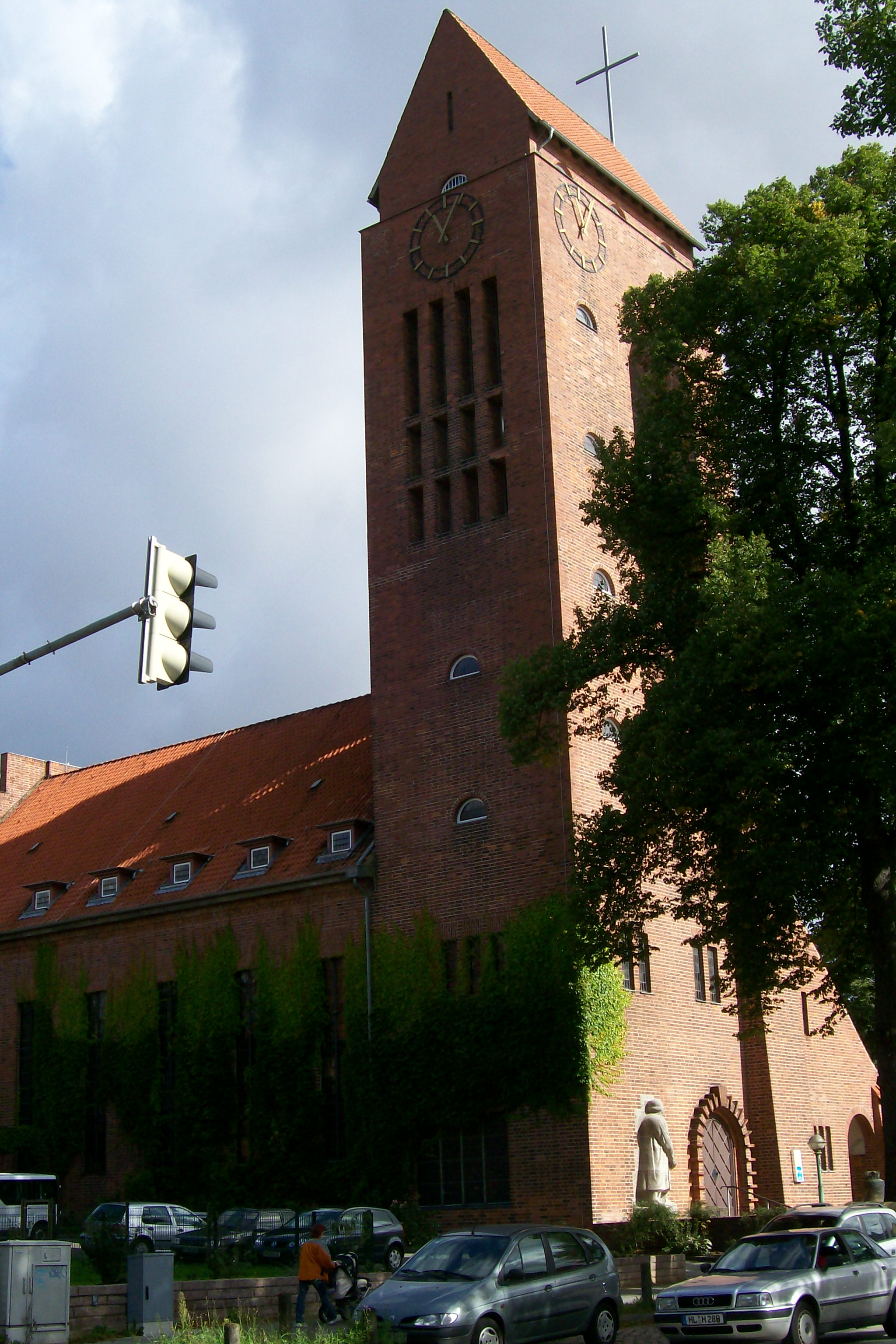
Die Lutherkirche im Lübecker Stadtteil St. Lorenz ist dem Gedenken an die Lübecker Märtyrer gewidmet.

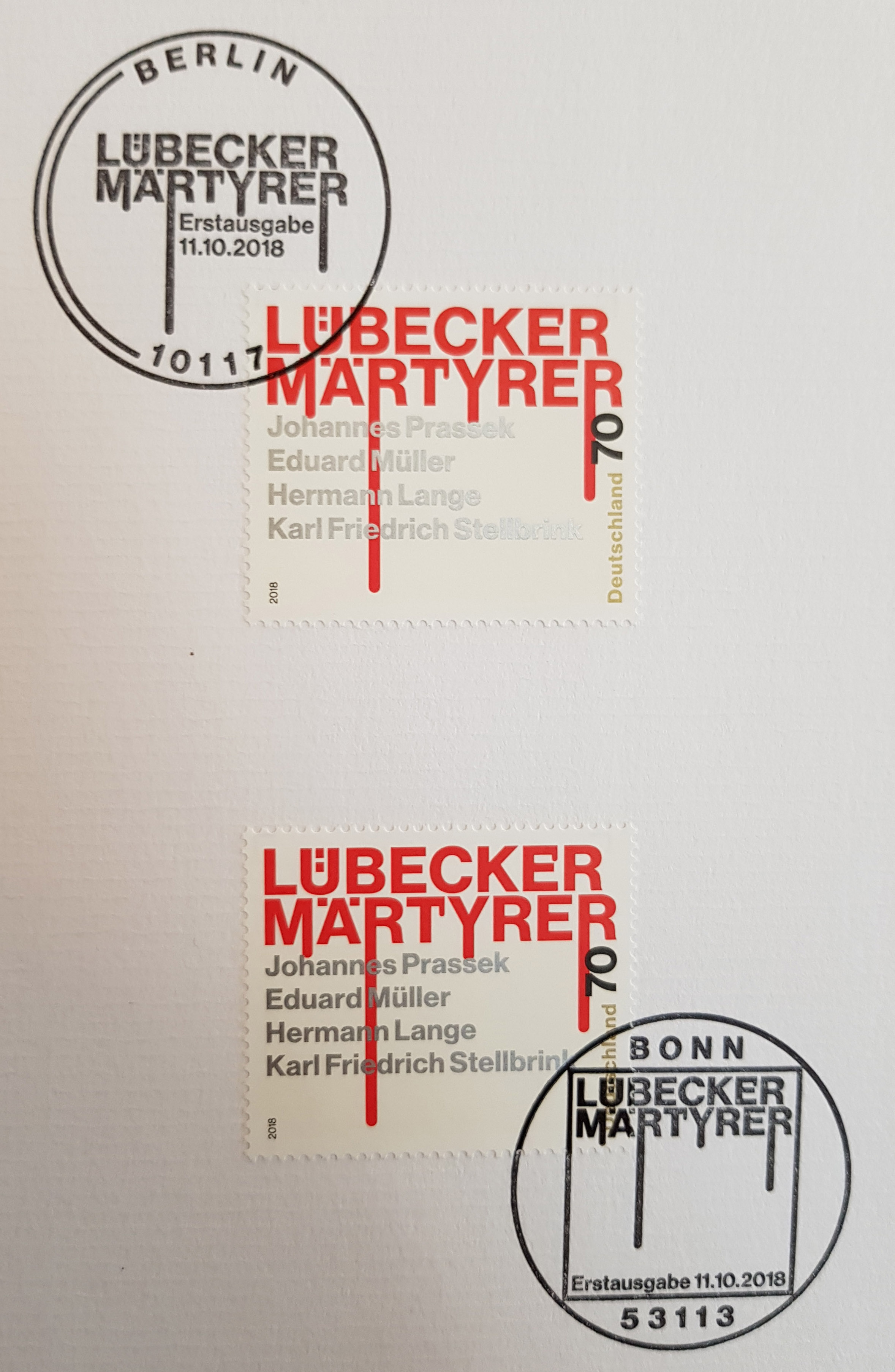
Erstausgabe des Sonderpostwertzeichens „Lübecker Märtyrer“

Die katholischen Priester waren an der Herz-Jesu-Kirche in der Lübecker Innenstadt tätig, Prassek als Kaplan, Müller als Adjunkt und Lange als Vikar. Stellbrink war Pastor der Lutherkirche. Seit 1941 waren sie miteinander freundschaftlich verbunden und tauschten Nachrichten und Predigten, unter anderem des Bischofs von Münster, Clemens August Graf von Galen, miteinander aus. Sie hatten einen Protest-Brief von Theophil Wurm und Galen-Predigten zugänglich gemacht.
In der Predigt am Palmsonntag 1942 sagte Stellbrink, durch den britischen Luftangriff auf Lübeck in der Vornacht habe Gott mit mächtiger Stimme gesprochen. Dies wurde fälschlich so wiedergegeben, als habe er von einem „Gottesgericht“ gesprochen – ein Begriff, der in seiner Predigt nicht vorkam. Er wurde am 7. April 1942 verhaftet, Prassek am 18. Mai, Lange am 15. Juni und Müller am 22. Juni. Außer den Geistlichen wurden noch 18 katholische Laien verhaftet, unter ihnen auch der spätere Moraltheologe Stephan Pfürtner.

## Prozess
Ein Jahr später, vom 22. bis 24. Juni 1943, fand ihr Prozess vor dem 2. Senat des Volksgerichtshofes unter Vorsitz von Wilhelm Crohne statt, der zu diesem Zweck nach Lübeck gekommen war. Die Geistlichen wurden wegen „Rundfunkverbrechen, landesverräterischer Feindbegünstigung und Zersetzung der Wehrkraft“ zum Tode verurteilt. Die meisten der mitangeklagten Laien wurden freigesprochen oder erhielten Freiheitsstrafen, die durch die Untersuchungshaft als abgesessen galten; nur zwei erhielten längere Freiheitsstrafen – darunter der schwerer belastete Adolf Ehrtmann, der mit einem Todesurteil gerechnet hatte.

## Hinrichtung

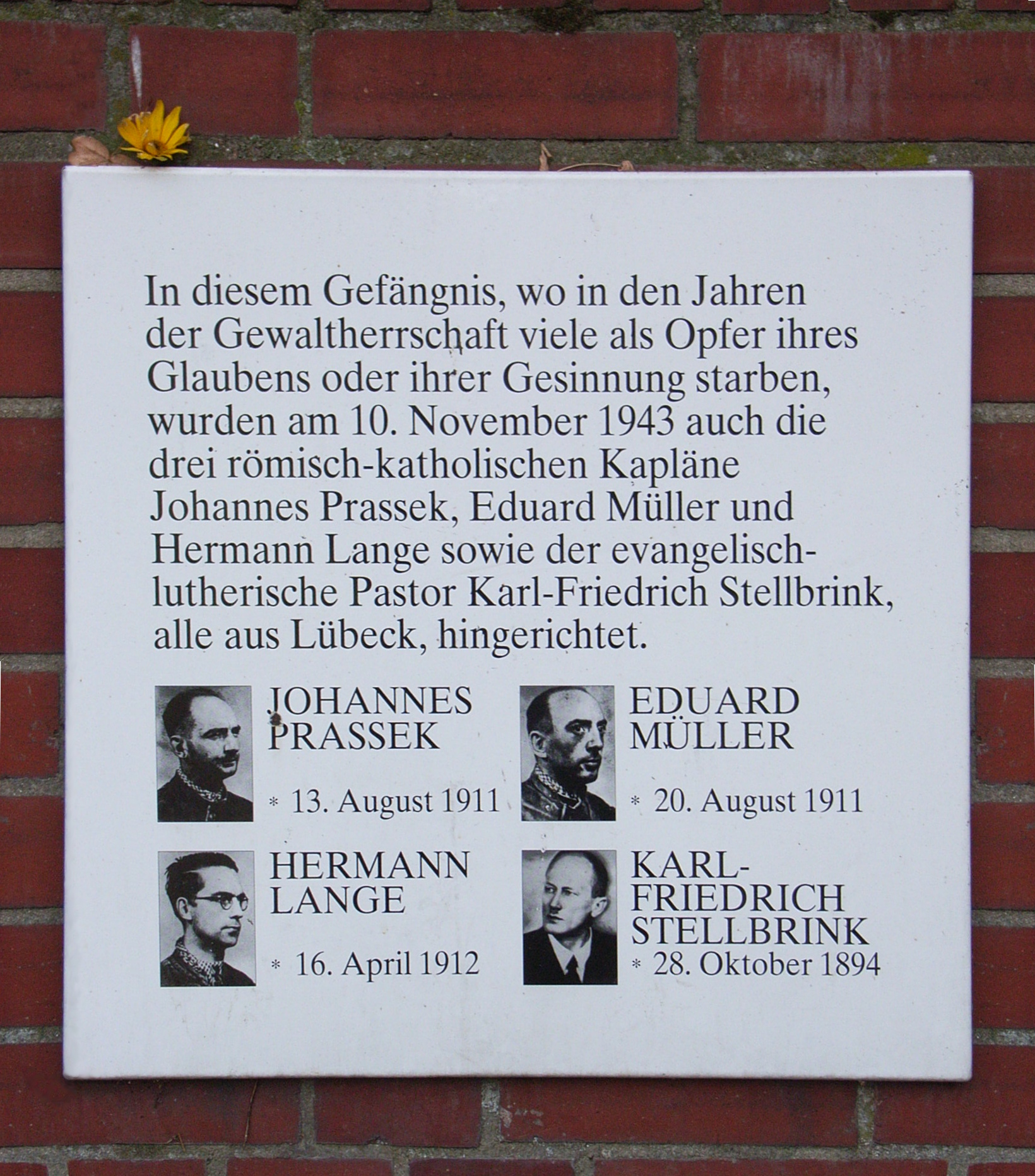
Gedenktafel in den Wallanlagen beim Untersuchungsgefängnis Hamburg

Daraufhin wurden die Geistlichen in die Untersuchungshaftanstalt Hamburg am Holstenglacis verlegt. Der für die katholischen Priester zuständige Bischof von Osnabrück, Wilhelm Berning, besuchte die Geistlichen im Gefängnis und schrieb ein Gnadengesuch, das abgelehnt wurde. Pastor Stellbrink erhielt keinerlei Unterstützung seiner Landeskirche und wurde vor seiner Hinrichtung wegen seiner Verurteilung aus dem kirchlichen Dienst entlassen. Die Hinrichtungen besorgte der Scharfrichter Friedrich Hehr. Als Erster wurde am 10. November kurz vor 18 Uhr Eduard Müller mit dem Fallbeil hingerichtet. Die Hinrichtungskosten mussten die Hinterbliebenen tragen.
Am 15. November 1943 wurden die Leichen von Hermann Lange und Karl Friedrich Stellbrink in Hamburg im Ohlsdorfer Krematorium eingeäschert und später in der Krypta der Herz-Jesu-Kirche bzw. in der Lutherkirche beigesetzt. Die Leichen von Johannes Prassek und Eduard Müller wurden im Krematorium des KZ Neuengamme eingeäschert; die Asche wurde in der dortigen Lagergärtnerei verstreut.

## Gedenken

### Vermächtnis
Die Briefe aus der Haft und insbesondere die Abschiedsbriefe der Ermordeten sind in der Ausstellung „… ich kann dich sehen“ in der Gedenkstätte Lutherkirche in Lübeck in Kopie zu lesen. Das Besondere am Widerstand der Lübecker Märtyrer war, dass sie sich überkonfessionell verständigten und sich nicht auf leise Diplomatie verlegten. Sie brachten klar zum Ausdruck, dass christliche Regeln über den Regeln des Nationalsozialismus stehen sollten. Zu dieser klaren Haltung fanden sich ihre kirchlichen Vorgesetzten damals nicht.

### Seligsprechung
Zum 60. Jahrestag der Hinrichtung kündigte der Hamburger Erzbischof Werner Thissen den Beginn des Seligsprechungsprozesses für die drei katholischen Geistlichen der Lübecker Märtyrer an. Gleichzeitig vereinbarte er mit der Bischöfin für den Sprengel Holstein-Lübeck der Nordelbischen Evangelisch-Lutherischen Kirche, Bärbel Wartenberg-Potter, die Einrichtung einer ökumenischen Begleitgruppe, um das gemeinsame Gedenken zu gewährleisten.
Die Seligsprechung der drei katholischen Geistlichen fand am Sonnabend, dem 25. Juni 2011, in Lübeck statt. Kardinal Angelo Amato verlas bei einem Gottesdienst unter offenem Himmel in Lübeck das Schreiben von Papst Benedikt XVI., mit dem die drei katholischen Geistlichen in das Verzeichnis der Seligen aufgenommen wurden. Die Predigt hielt Kardinal Walter Kasper, der auch des Protestanten Stellbrink gedachte.

### Gedenkorte

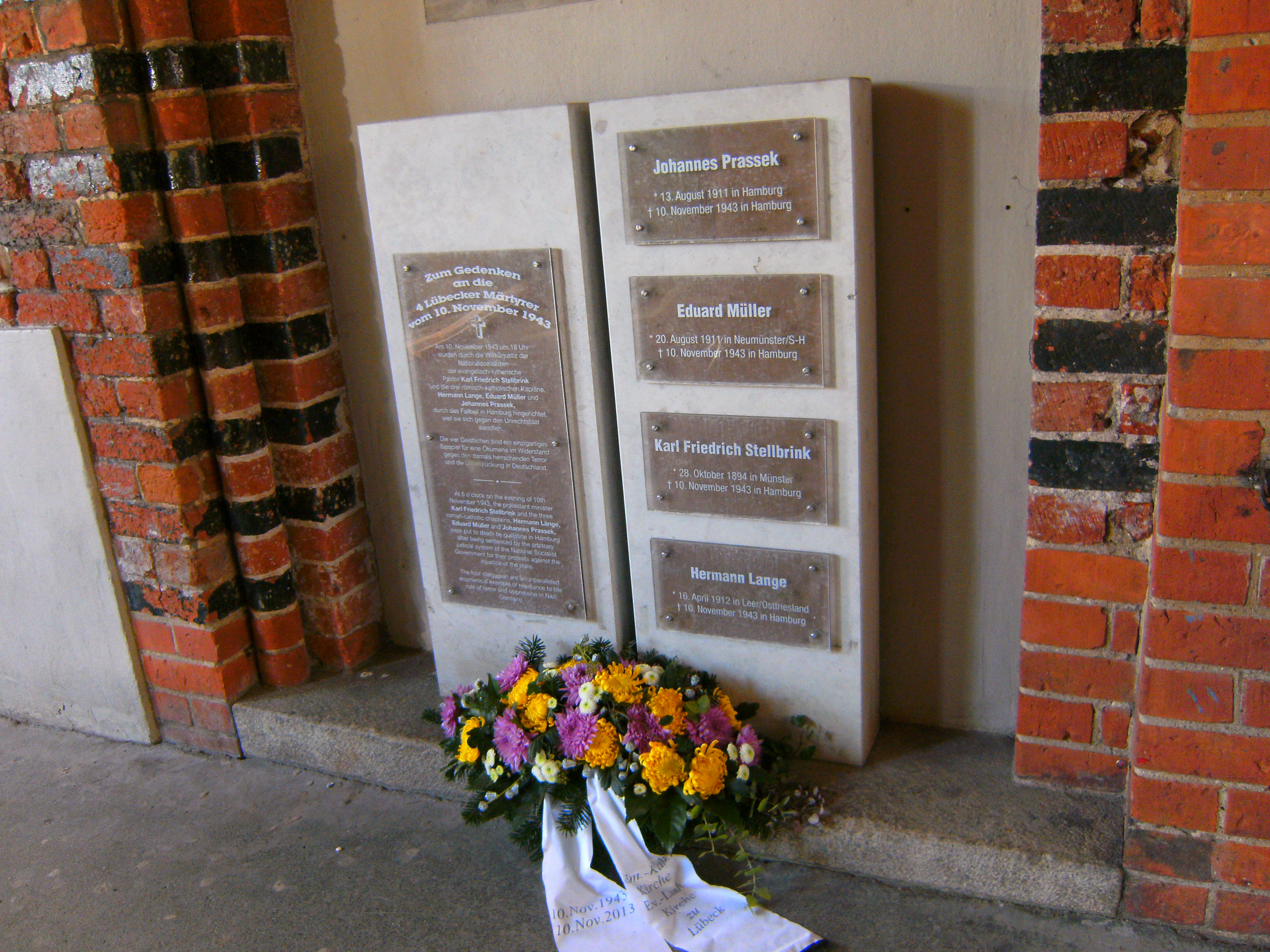
Gedenktafel am Lübecker Rathaus

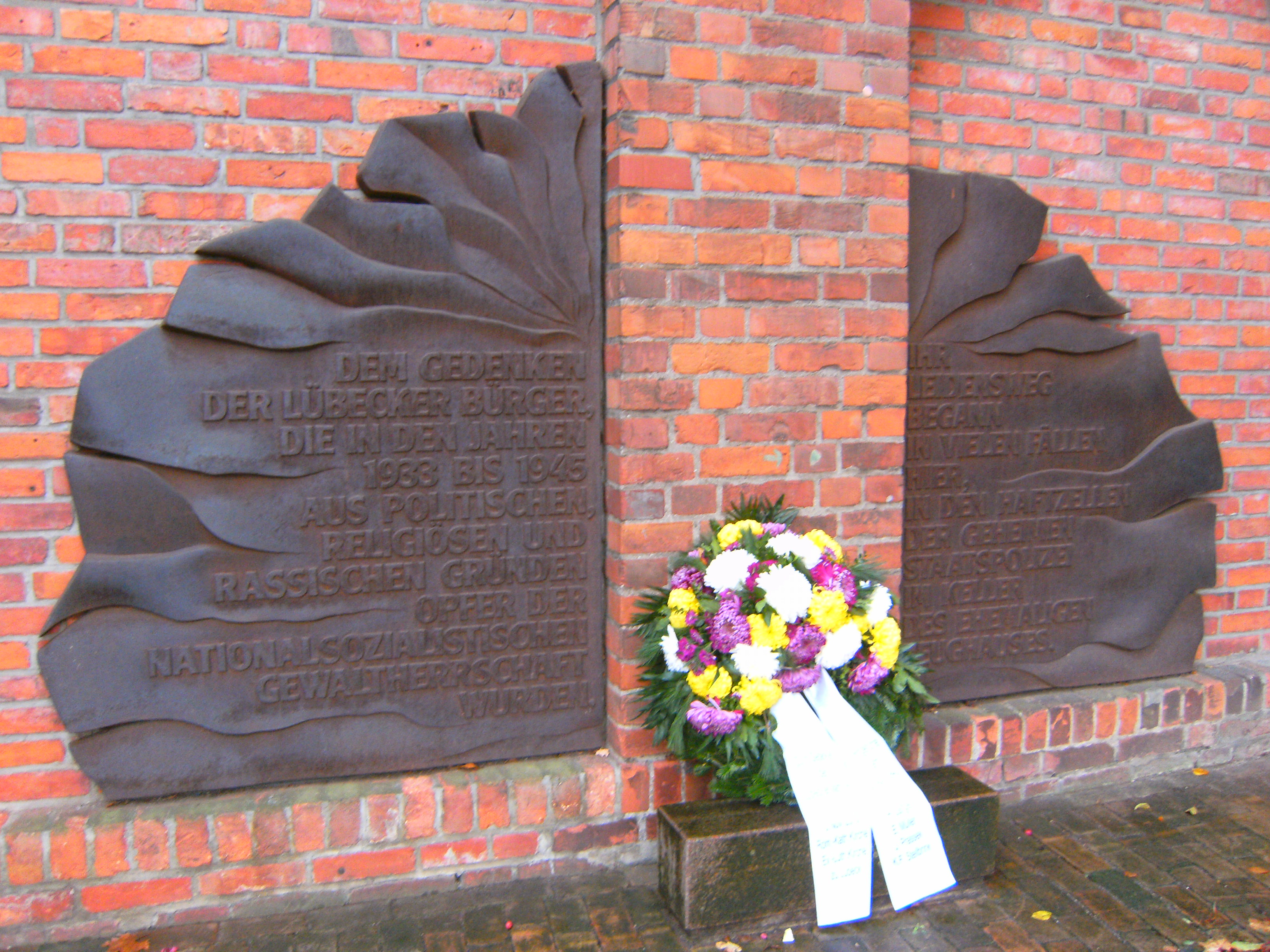
Denkmal am Zeughaus in Lübeck für die Widerstandskämpfer in Lübeck

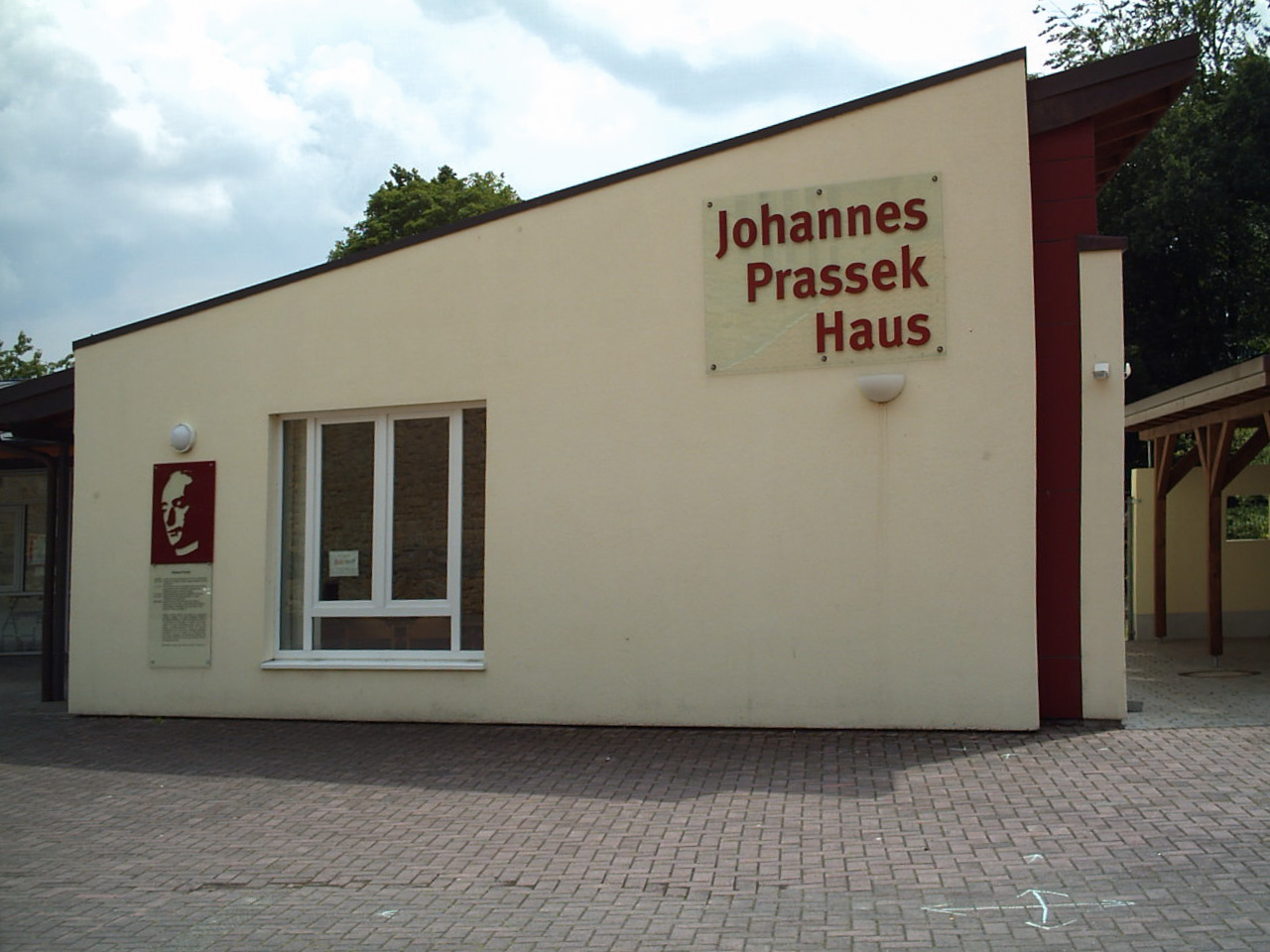
Johannes-Prassek-Haus in Osnabrück

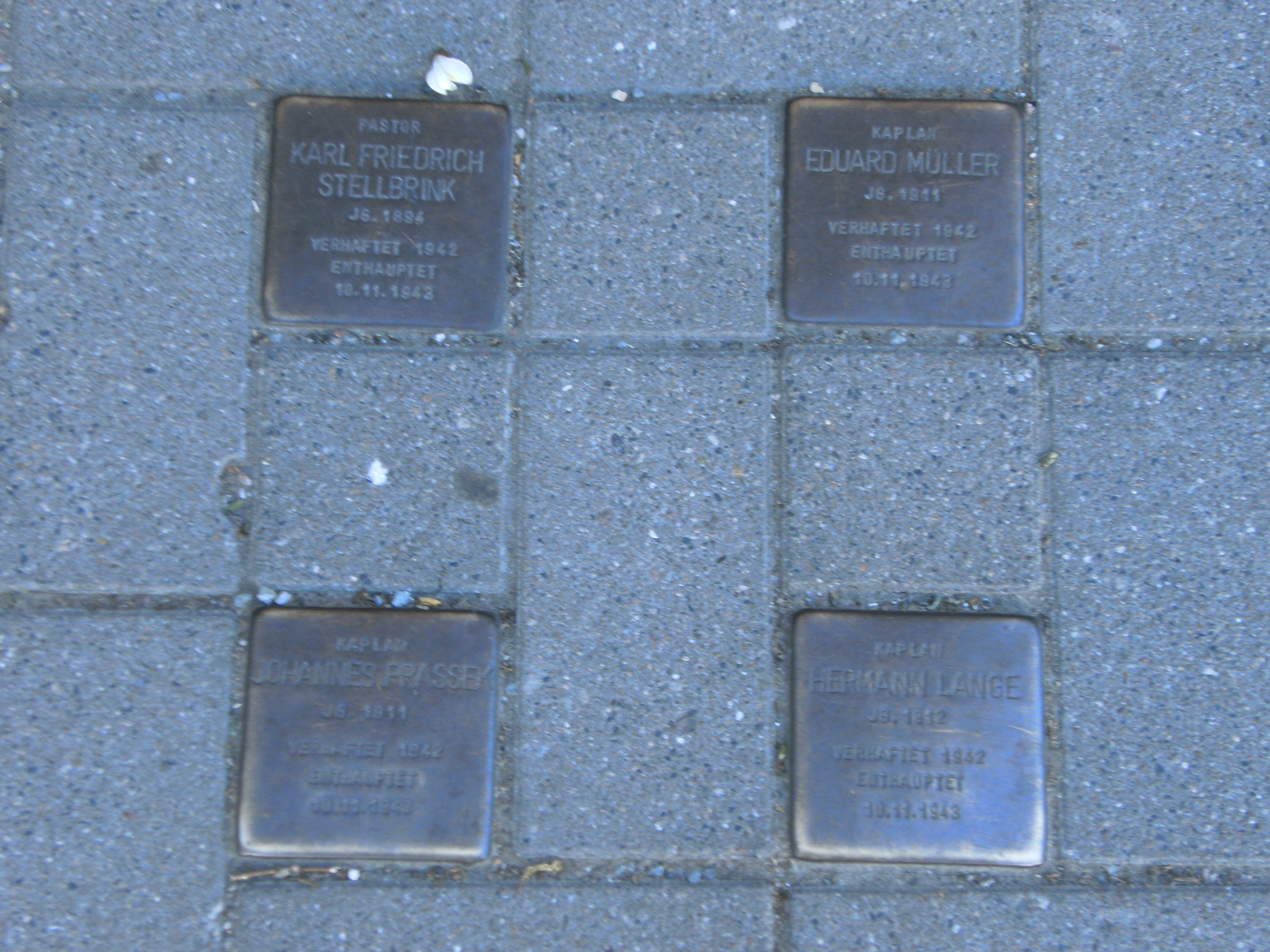
Hamburg, Untersuchungsgefängnis Holstenglacis, Holstenglacis 3: Stolpersteine für die in der Untersuchungshaftanstalt Hamburg am Holstenglacis hingerichteten Lübecker Märtyrer

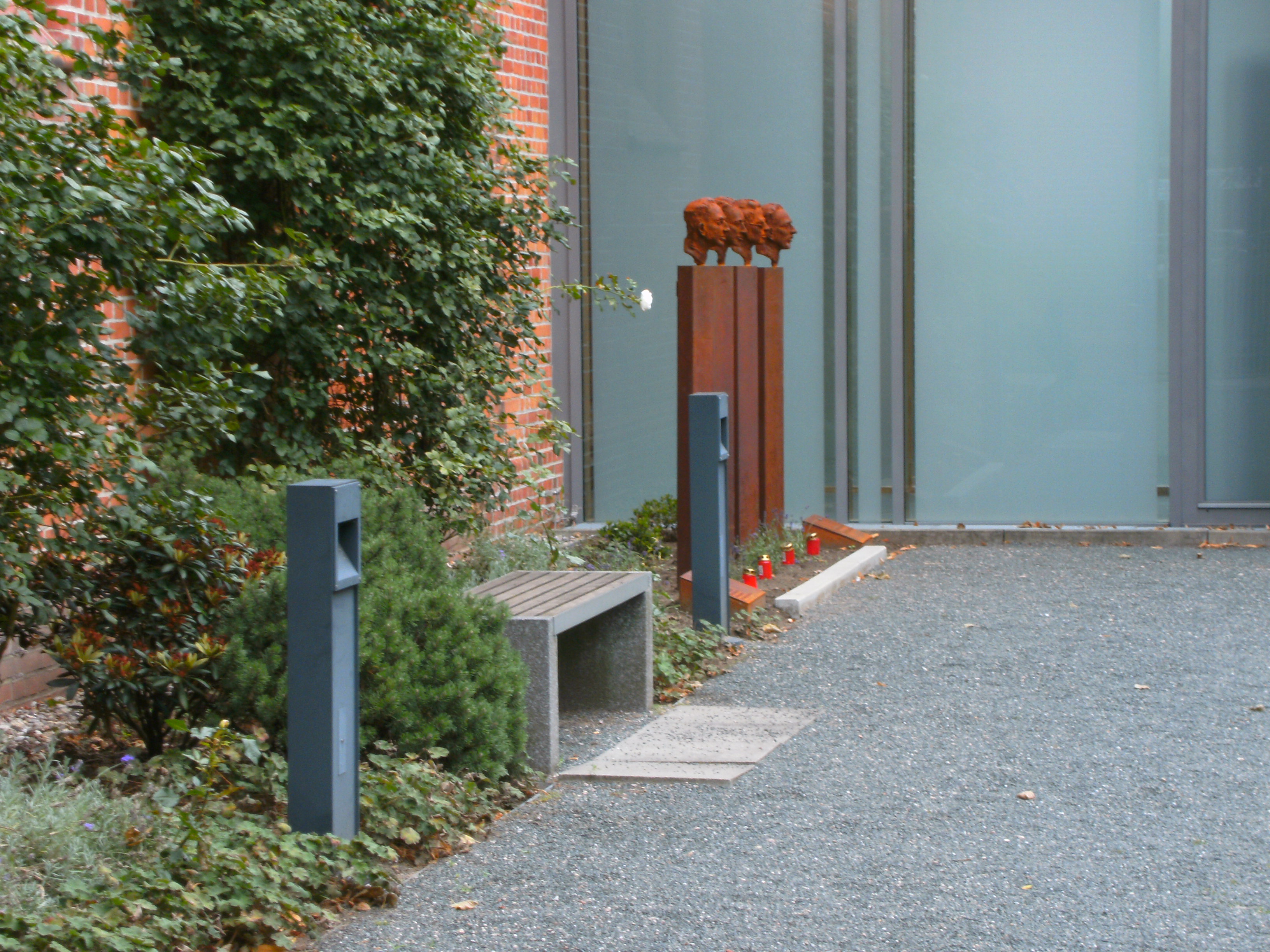
Hamburg, St.-Marien-Dom, Domherrenfriedhof: Denkmal mit den vier Köpfen der Lübecker Märtyrer in Eisen auf vier Stelen

- Im nördlichen Anbau und der Krypta der katholischen Propsteikirche Herz Jesu in der Lübecker Innenstadt nahe beim Dom befindet sich eine Dokumentation zum Wirken der Geistlichen und zu den politischen Entwicklungen in der Zeit des Nationalsozialismus.
- In der evangelischen Lutherkirche gab es von 1995 bis 2013 auf der Empore eine Ausstellung zu den Lübecker Märtyrern. Am 8. November 2014 wurde sie nach umfassenden Umbauten in der Kirche mit erweiterten Inhalten unter dem Titel „‚… ich kann dich sehen‘ – Widerstand, Freundschaft, Ermutigung der vier Lübecker Märtyrer“ neu eröffnet.[6]
- Beim Lübecker Rathaus befindet sich eine Gedenktafel an der Mauer der Passage von der Breiten Straße zum Ratskeller. Nach einer Andacht in der Marienkirche wird dort am Todestag der Märtyrer von den Vertretern der christlichen und jüdischen Religionen ein Kranz/Blumen niedergelegt.[7]
- Beim Denkmal am Zeughaus in der Parade, das den Widerstandskämpfern in der Zeit des Nationalsozialismus gewidmet ist, werden am Todestag der Lübecker Märtyrer Blumen niedergelegt.[8]
- In der katholischen Kirche St. Johann in Niendorf von 1911, die das Gelände der Fachklinik Maria Meeresstern mit ihrem Glockenturm weit überragt, wird an die Lübecker Märtyrer erinnert.
- In den Wallanlagen an der Untersuchungshaftanstalt Hamburg erinnert eine Gedenktafel an die Hinrichtung durch die Guillotine im Innenhof am 10. November 1943. Vor dem Eingang zum Untersuchungsgefängnis am Holstenglacis 3 wurden Stolpersteine für die Lübecker Märtyrer verlegt.
- Im Hamburger St.-Marien-Dom gibt es am rechten hinteren Kirchenpfeiler eine Metallbanderole mit den Namen und im südlichen Seitenschiff einen Schaukasten zu den Lübecker Märtyrern. Ein Denkmal mit den vier Köpfen der Lübecker Märtyrer auf vier Eisenstelen des Bildhauers Karlheinz Oswald erinnert im Domherrenfriedhof des St.-Marien-Doms in Hamburg an ihr Wirken.[9]
- Krypta der Heilig-Geist-Kirche in Georgsmarienhütte-Oesede.
- Johannes-Prassek-Haus in Osnabrück
- Kaplan-Prassek-Heim, Herten (Jugendheim)

### Benennungen von öffentlichen Plätzen
- Prassekstraße in Lübeck-St. Gertrud seit 1961
- Stellbrinkstraße in Lübeck-St. Gertrud seit 1961
- Johannes-Prassek-Park in Hamburg-Barmbek seit 2011
- Stellbrinkweg in Hamburg-Neuallermöhe seit 2011

### Gedenkbriefmarke
Ende 2018 erschien eine Briefmarke zu Ehren der Märtyrer aus Anlass des 75. Jahrestags ihrer Hinrichtung. Das rein typografisch gestaltete Postwertzeichen zeigt auf weißem Grund eine große rote Überschrift Lübecker Märtyrer in Versalien, wobei die senkrechte linke Linie von zwei der Buchstaben „r“ in „Märtyrer“ weit nach unten gezogen ist und an eine Blutspur erinnert. Darunter stehen in kleinerer grauer Schrift die vier Namen.

## Film
- Widerstehen im Geiste Christi – Die Lübecker Märtyrer. Dokumentarfilm von Jürgen Hobrecht, Polis Film, Berlin 2011